# 石田益義
石田 益義　(いしだ ますよし　1889年 - 1946年) は、稲城の元村長である。

## 来歴
東長沼で生まれる。稲城の議員を務めた後、1940年に助役になる。
1943年に村長に就任。当時は戦争の真っ只中であった。1945年に森一郎に村長を譲り、1年後の1946年に死去。57歳。